# Josef Radetzky
Josef Wenzel grof Radetzky von Radetz (Trebnice, Češka, 2. studenog 1766. – Milano, 5. siječnja 1858.), austrijski feldmaršal i češki plemić.
Istaknuo se kao Schwarzenbergov načelnik stožera u borbi protiv Napoleona od 1813. do 1814. Krajem 1831. godine preuzeo je zapovjedništvo nad austrijskim trupama u sjevernoj Italiji, a 1836. godine imenovan je feldmaršalom. Nakon talijanskog ustanka u Milanu, (18. ožujka 1848.), povukao je austrijske trupe iz grada, ali je kasnije pobjedama kod Custozze i Novare uspio suzbiti revolucionarni i narodnooslobodilački pokret u Sjevernoj Italiji i učvrstiti austrijsku vladavinu. Nakon toga je bio generalni guverner austrijske provincije Sjeverne Italije.
Po njemu je nazvan Radetzky-marš.